# Chi Cau
Chi Cau (danh pháp khoa học: Areca) là một chi của khoảng 50 loài thực vật thuộc họ Cau (Arecaceae, một số tài liệu gọi là Palmacea hay Palmae), mọc ở các cánh rừng ẩm ướt của khu vực nhiệt đới từ Malaysia tới quần đảo Solomon.
Thành viên được biết đến nhiều nhất của chi này là A. catechu (còn gọi là A. aleraceae), tức cây cau hay tân lang hoặc binh lang.
Một số loài cau, được biết đến vì vị đắng và thơm nồng của chúng, thông thường được sử dụng để nhai, đặc biệt là với sợi thuốc lào hay thuốc lá hay lá trầu không và vôi tôi (Ca(OH)2) hoặc vôi sống (CaO). Việc nhai như thế rất phổ biến trong những người già ở khu vực Đông Nam Á, và nó thông thường là nguyên nhân của ung thư vòm miệng trong khu vực.

## Các loài

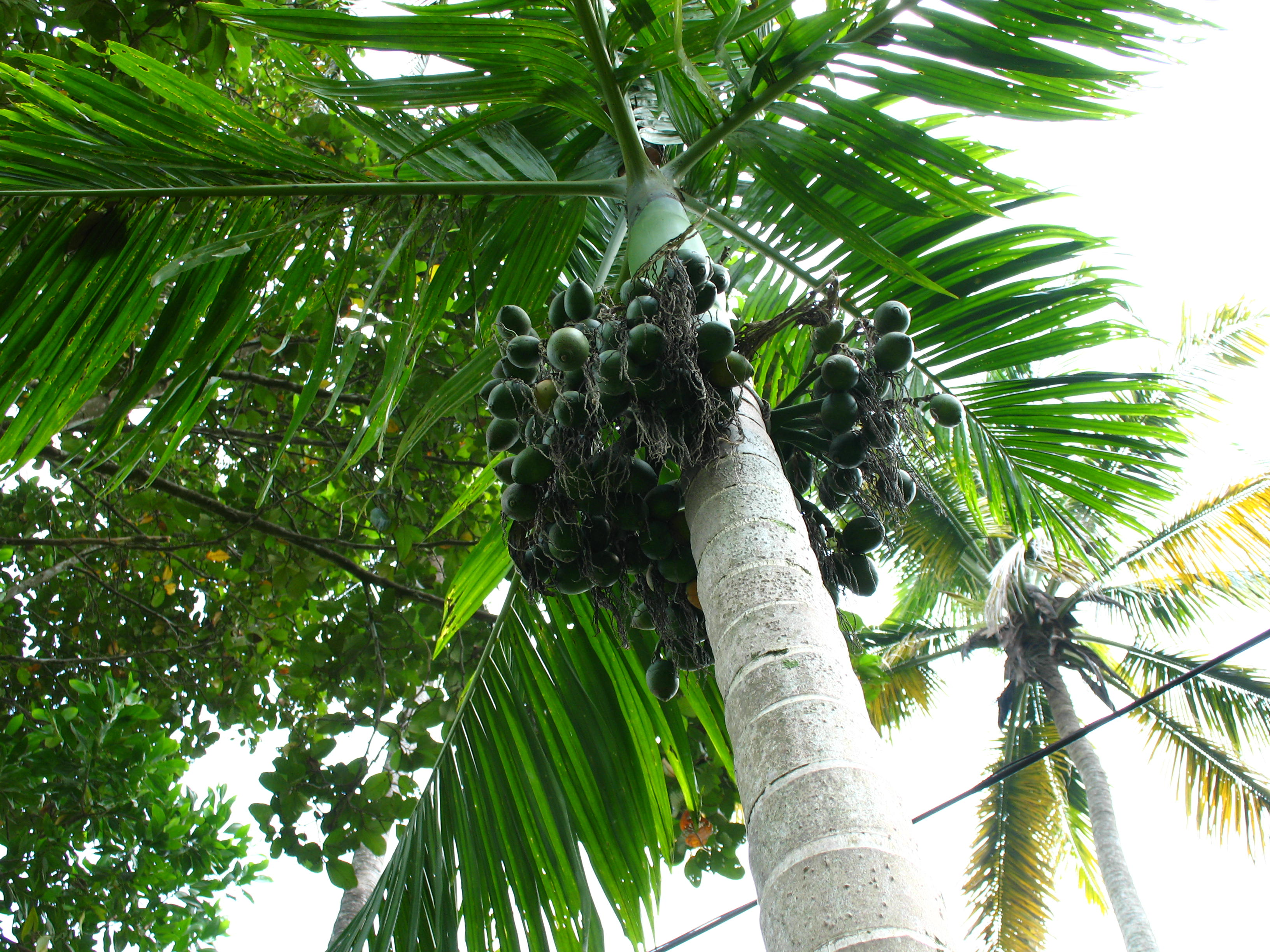
Areca catechu

Chi Cau có khoảng 50 loài. Ở Malabar, Areca dicksoni mọc hoang dã và những người nghèo dùng nó thay cho cau thực thụ.
- Areca abdulrahmanii J.Dransf. (1980).
- Areca ahmadii J.Dransf. (1984).
- Areca andersonii J.Dransf. (1984).
- Areca arundinacea Becc. (1877).
- Areca brachypoda J.Dransf. (1984).
- Areca caliso Becc. (1919).
- Areca camarinensis Becc. (1919).
- Areca catechu L. (1753): Cau
- Areca celebica Burret (1933).
- Areca chaiana J.Dransf. (1984).
- Areca concinna Thwaites (1864).
- Areca congesta Becc. (1923).
- Areca costulata Becc. (1919).
- Areca dayung J.Dransf. (1980).
- Areca furcata Becc. (1877).
- Areca guppyana Becc. (1914).
- Areca hutchinsoniana Becc. (1919).
- Areca insignis (Becc.) J.Dransf. (1984).
  - Areca insignis thứ insignis
  - Areca insignis thứ moorei (J.Dransf.) J.Dransf. (1984)
- Areca ipot Becc. (1909).
- Areca jobiensis Becc. (1877).
- Areca jugahpunya J.Dransf. (1984).
- Areca kinabaluensis Furtado (1933).
- Areca klingkangensis J.Dransf. (1984).
- Areca laosensis Becc. (1910).
- Areca ledermanniana Becc. (1923).
- Areca macrocalyx Zipp. cũ Blume (1839).
- Areca macrocarpa Becc. (1909).
- Areca minuta Scheff., (1876).
- Areca montana Ridl., (1907).
- Areca multifida Burret (1936).
- Areca nannospadix Burret (1931).
- Areca nigasolu Becc. (1914).
- Areca novohibernica (Lauterb.) Becc. (1914).
- Areca oxycarpa Miq. (1868).
- Areca parens Becc. (1919).
- Areca rechingeriana Becc. (1910).
- Areca rheophytica J.Dransf. (1984).
- Areca ridleyana Becc. cũ Furtado (1933).
- Areca rostrata Burret (1935).
- Areca salomonensis Burret (1936).
- Areca subacaulis (Becc.) J.Dransf. (1984).
- Areca torulo Becc. (1914).
- Areca triandra Roxb. cũ Buch.-Ham. (1826).
- Areca tunku J.Dransf. & C.K.Lim (1992).
- Areca vestiaria Giseke (1792).
- Areca vidaliana Becc. (1907).
- Areca warburgiana Becc. (1914).
- Areca whitfordii Becc. (1907).